# Киназа анапластической лимфомы
Киназа анапластической лимфомы (англ. Anaplastic lymphoma kinase; CD246) — мембранный белок, рецепторная тирозинкиназа. Продукт гена человека ALK.

## Механизм действия
После связывания лиганда рецептор ALK димеризуется, его конформация изменяется и белок активирует собственный киназный домен, который, в свою очередь, фосфорилирует соседние молекулы ALK по специфическим тирозинам. Фосфорилированные остатки ALK служат участками связывания для рекрутирования нескольких адаптерных и прочих клеточных белков, таких как GRB2, IRS1, Shc, Src, FRS2, PTPN11/Shp2, PLCγ, PI3K, и Nf1.. Другие клеточные мишени рецептора включают FOXO3a, CDKN1B/p27kip, циклин D2, NIPA, Rac1, CDC42, p130CAS, SHP1, и PIKFYVE.
Фосфорилированный ALK способен активировать многочисленные сигнальные пути, включая MAPK/ERK, PI3K/AKT, PLCγ, CRKL/C3G и JAK/STAT.

## Функции
Рецептор ALK играет важную роль в обмене информации между клетками, в развитии и функционировании нервной системы. Это основано на повышенной экспрессии мРНК ALK по всей нервной системе у мышей в ходе эмбриогенеза. Исследования in vitro показали, что активация ALK стимулирует дифференцировку нейронов в культуре клеток PC12 и клетках нейробластомы.
ALK также является критическим белком эмбрионального развития мушки-дрозофилы, и его отсутствие приводит к гибели дрозофилы на эмбриональной стадии. Тем не менее, мыши без этого гена выживают, но несут дефекты нейрогенеза и синтеза тестостерона.
ALK регулирует аксональное наведение в сетчатке, рост и размер, развитие нервно-мышечного синапса, поведенческий ответ на этанол и сон. Белок ограничивает и сдерживает обучаемость и долговременную память, в то время как низкомолекулярные ингибиторы ALK, наоборот, способны улучшить обучаемость и долговременную память и продлевать продолжительность жизни. Кроме, этого, ALK является геном-кандидатом, вызывающим похудание, поскольку делеция гена приводит к толерантности к ожирению, вызванному диетой и мутациями лептина.